# Michael Scott (Apple)
Michael "Scotty" Scott (11 de fevereiro de 1945) é um empresário estadunidense. Foi o primeiro CEO da Apple, de fevereiro de 1977 a março de 1981.
Foi anteriormente diretor da National Semiconductor. Mike Markkula o convenceu a ser CEO da Apple, quando tornou-se claro que na época Steve Jobs e Steve Wozniak tinham pouca experiência para assumir o cargo.